# Зюзюки
Зюзюки́ —  село в Україні,  Сумській області, Роменському районі. Населення становить 14 осіб. Входить до складу Роменської міської громади. До 2020 орган місцевого самоврядування - Перехрестівська сільська рада.

## Географія
Село Зюзюки розташоване на відстані 1 км від сіл Кашпури та Кузьменкове.
Поруч пролягає автомобільний шлях Т 1913.

## Історія
Село постраждало внаслідок геноциду українського народу, проведеного урядом СРСР 1932-1933 та 1946-1947 роках.[джерело?]
12 червня 2020 року, відповідно до розпорядження Кабінету Міністрів України № 723-р «Про визначення адміністративних центрів та затвердження територій територіальних громад Сумської області», село увійшло до складу Роменської міської громади.
19 липня 2020 року, в результаті адміністративно-територіальної реформи та ліквідації Роменського району(1930—2020), увійшло до складу новоутвореного Роменського району.
Українська письменниця  Анастасія Мельниченко, що відвідувала село у 2020 році, у своїй художній книзі  "Від Хрулів до Зюзюків" описує Зюзюки наступним чином: 
|  | Зюзюки були крихітним селом і складалися всього з двух вулиць, причому на одній вулиці було дві самотні хати, давно покинуті і занедбані, а на другій, на якій і жила Ксеня, хат було щось із вісім. Пройти хутір з краю в край можна було за три хвилини. |

## Населення
| Чисельність населення | Чисельність населення |
| --------------------- | --------------------- |
| 2001                  | 2021                  |
| 22                    | 14                    |

### Мова
Розподіл населення за рідною мовою за даними перепису 2001 року:
| Мова       | Відсоток |
| ---------- | -------- |
| українська | 100%     |

## Інше
У 2020 році у видавництві Теза вийшла книжка Анастасії Мельниченко "Від Хрулів до Зюзюків[недоступне посилання]", дія якої розгортається у селі Зюзюки.